# DNA-virus
Een DNA-virus is een virus dat desoxyribonucleïnezuur (DNA) bevat als erfelijk materiaal, dit in tegenstelling tot de RNA-virussen.
De DNA-virussen worden als volgt onderverdeeld:
- ssDNA-virussen
- dsDNA-virussen

De afkorting ss staat voor single strand, het betreft hier een enkele DNA-streng en dus geen dubbele helix.
De afkorting ds staat voor double strand, het betreft hier een dubbele DNA-streng en vormt een dubbele helix zoals gebruikelijk bij de meeste organismen.

## Voorbeelden
Het humaan papillomavirus en het  varicellazostervirus zijn beide dubbelstrengs DNA-virussen.